# Argifonte
En la literatura griega antigua, Argifonte (griego Ἀργειφόντης) es un epíteto que se asignaba principalmente a dos divinidades: a Hermes (Ilíada 21.497, Odisea 1.38, 5.43, 7.137, Hes.Op.77, etc.) y a Apolo (Sófocles Fragmento 1024). En literatura tardía también se le aplica al héroe Télefo (Parth.SHell.650, Paus.Gr.α 143).
El término se entendía generalmente por los propios griegos como  "matador de Argos", pero hay dificultades fonéticas para aceptar esta interpretación.